# Lechia Gdańsk w sezonie 2020/2021
Sezon 2020/2021 to 77. sezon w historii Lechii Gdańsk.
7 sierpnia 2020 roku klub obchodził 75-lecie istnienia. Z tej okazji wydano jubileuszowe stroje domowe i wyjazdowe, z których każdy został użyty w jednym meczu w sezonie. Domowy strój jubileuszowy został założony w meczu domowym z Podbeskidziem Bielsko-Biała, a wyjazdowy strój jubileuszowy w meczu wyjazdowym z Zagłębiem Lubin.
| Domowy strój jubileuszowy | Wyjazdowy strój jubileuszowy |

## Skład
| Nr | Poz. | Piłkarz           |
| -- | ---- | ----------------- |
| 1  | BR   | Zlatan Alomerović |
| 12 | BR   | Dušan Kuciak      |
| -  | BR   | Antoni Mikułko    |
| 39 | BR   | Eryk Mirus        |
| 25 | OB   | Michał Nalepa     |
| 5  | OB   | Bartosz Kopacz    |
| 4  | OB   | Kristers Tobers   |
| 23 | OB   | Mario Maloča      |
| 20 | OB   | Conrado           |
| 2  | OB   | Rafał Pietrzak    |
| 19 | OB   | Karol Fila        |
| 22 | OB   | Joseph Ceesay     |
| -  | OB   | Rafał Kobryń      |
| 6  | PO   | Jarosław Kubicki  |
| 36 | PO   | Tomasz Makowski   |
| 69 | PO   | Jan Biegański     |

| Nr | Poz. | Piłkarz           |
| -- | ---- | ----------------- |
| 88 | PO   | Jakub Kałuziński  |
| -  | PO   | Kacper Urbański   |
| 15 | PO   | Kenny Saief       |
| -  | PO   | Žarko Udovičić    |
| 7  | PO   | Maciej Gajos      |
| 80 | PO   | Egzon Kryeziu     |
| -  | PO   | Mateusz Sopoćko   |
| 72 | PO   | Filip Koperski    |
| 8  | NA   | Omran Haydary     |
| -  | NA   | Jaroslav Mihálik  |
| 17 | NA   | Mateusz Żukowski  |
| 78 | NA   | Mykoła Musolitin  |
| 28 | NA   | Flávio Paixão     |
| 32 | NA   | Egy Maulana Vikri |
| 9  | NA   | Łukasz Zwoliński  |
| -  | NA   | Jakub Arak        |

## Mecze towarzyskie
| Mecz towarzyski 4 września 2020 | Wisła Płock | 1:3 (pd.) | Lechia Gdańsk |       |
| 14:30                           |             |           |               | Płock |

| Mecz towarzyski 15 stycznia 2021 | Lechia Gdańsk | 3:0 | Sokół Ostróda |        |
| 11:30                            |               |     |               | Gdańsk |

| Mecz towarzyski 19 stycznia 2021 | Lechia Gdańsk | 9:1 | Olimpia Grudziądz |       |
| 11:30                            |               |     |                   | Sopot |

| Mecz towarzyski 22 stycznia 2021 | Lechia Gdańsk | 2:0 | Wisła Płock |        |
| 13:40                            |               |     |             | Gdańsk |

## Rozgrywki

### Ekstraklasa

#### Tabela
| Lp. | Drużyna                        | M  | Z  | R  | P  | Bramki | Bramki | Różn. | Pkt | Uwagi                                                          | Bezpośrednio                              |
| --- | ------------------------------ | -- | -- | -- | -- | ------ | ------ | ----- | --- | -------------------------------------------------------------- | ----------------------------------------- |
| 1   | Legia Warszawa (M)             | 30 | 19 | 7  | 4  | 48     | 24     | +24   | 64  | Liga Mistrzów UEFA • I runda kwalifikacyjna                    |                                           |
| 2   | Raków Częstochowa (PP)         | 30 | 17 | 8  | 5  | 46     | 25     | +21   | 59  | Liga Konferencji Europy UEFA • II runda kwalifikacyjna         |                                           |
| 3   | Pogoń Szczecin                 | 30 | 15 | 7  | 8  | 36     | 23     | +13   | 52  | Liga Konferencji Europy UEFA • II runda kwalifikacyjna         |                                           |
| 4   | Śląsk Wrocław                  | 30 | 11 | 10 | 9  | 36     | 32     | +4    | 43  | Liga Konferencji Europy UEFA • I runda kwalifikacyjna          | ŚLĄ: 6 pkt, różn. +2 WAR: 0 pkt, różn. -2 |
| 5   | Warta Poznań                   | 30 | 13 | 4  | 13 | 33     | 32     | +1    | 43  |                                                                | ŚLĄ: 6 pkt, różn. +2 WAR: 0 pkt, różn. -2 |
| 6   | Piast Gliwice                  | 30 | 11 | 9  | 10 | 39     | 32     | +7    | 42  | PIA: 4 pkt, różn. +2 LGD: 1 pkt, różn. -2                      |                                           |
| 7   | Lechia Gdańsk                  | 30 | 12 | 6  | 12 | 40     | 37     | +3    | 42  | PIA: 4 pkt, różn. +2 LGD: 1 pkt, różn. -2                      |                                           |
| 8   | Zagłębie Lubin                 | 30 | 11 | 8  | 11 | 38     | 40     | −2    | 41  |                                                                |                                           |
| 9   | Jagiellonia Białystok          | 30 | 10 | 7  | 13 | 39     | 48     | −9    | 37  | JAG: 9 pkt, różn. +1 GZA: 5 pkt, różn. +1 LPO: 2 pkt, różn. -2 |                                           |
| 10  | Górnik Zabrze                  | 30 | 10 | 7  | 13 | 31     | 33     | −2    | 37  | JAG: 9 pkt, różn. +1 GZA: 5 pkt, różn. +1 LPO: 2 pkt, różn. -2 |                                           |
| 11  | Lech Poznań                    | 30 | 9  | 10 | 11 | 39     | 38     | +1    | 37  | JAG: 9 pkt, różn. +1 GZA: 5 pkt, różn. +1 LPO: 2 pkt, różn. -2 |                                           |
| 12  | Wisła Płock                    | 30 | 8  | 9  | 13 | 37     | 44     | −7    | 33  | WPŁ: 3 pkt, różn. +1 WKR: 3 pkt, różn. -1                      |                                           |
| 13  | Wisła Kraków                   | 30 | 8  | 9  | 13 | 39     | 42     | −3    | 33  | WPŁ: 3 pkt, różn. +1 WKR: 3 pkt, różn. -1                      |                                           |
| 14  | Cracovia1                      | 30 | 8  | 13 | 9  | 28     | 32     | −4    | 32  |                                                                |                                           |
| 15  | Stal Mielec                    | 30 | 6  | 11 | 13 | 31     | 47     | −16   | 29  |                                                                |                                           |
| 16  | Podbeskidzie Bielsko-Biała (S) | 30 | 6  | 7  | 17 | 29     | 60     | −31   | 25  | Spadek do I ligi                                               |                                           |

#### Miejsca po danych kolejkach
| Drużyna \ Kolejka | 1             | 2 | 3 | 4 | 5 | 6 | 7 | 8 | 9 | 10 | 11 | 12 | 13 | 14 | 15 | 16 | 17 | 18 | 19 | 20 | 21 | 22 | 23 | 24 | 25 | 26 | 27 | 28 | 29 | 30 |   |
| ----------------- | ------------- | - | - | - | - | - | - | - | - | -- | -- | -- | -- | -- | -- | -- | -- | -- | -- | -- | -- | -- | -- | -- | -- | -- | -- | -- | -- | -- | - |
| Drużyna \ Kolejka | Lechia Gdańsk | 5 | 8 | 8 | 8 | 4 | 5 | 7 | 8 | 7  | 4  | 7  | 9  | 10 | 8  | 8  | 9  | 7  | 5  | 4  | 4  | 4  | 4  | 4  | 5  | 5  | 6  | 7  | 5  | 5  | 7 |

#### Mecze
| 123 sierpnia 2020 | Warta Poznań                                              | 0:1   | Lechia Gdańsk                               | |
| 15:00             |                                                           | (0:1) | 66' Zwoliński                               | Stadion Dyskobolii Grodzisk Wielkopolski, Grodzisk Wielkopolski Widzów: 2381 Sędzia: Szymon Marciniak (Płock) |
| 15:00             | Kiełb 16' · Jakóbowski 17', 81' · Kuzdra 47' · Trałka 60' | (0:1) | 25' Kubicki · 51' Makowski · 90' Kałuziński | Stadion Dyskobolii Grodzisk Wielkopolski, Grodzisk Wielkopolski Widzów: 2381 Sędzia: Szymon Marciniak (Płock) |

| 229 sierpnia 2020 | Lechia Gdańsk                                         | 1:3   | Raków Częstochowa               |                                                                                   |
| 15:00             | Haydary 45+3'                                         | (1:0) | 46' Cebula · 55' 76' Gutkovskis | Polsat Plus Arena Gdańsk, Gdańsk Widzów: 5424 Sędzia: Paweł Raczkowski (Warszawa) |
| 15:00             | Sopoćko 19' · Nalepa 37', 39' · Kuciak 39' · Fila 73' | (1:0) | 58' Gutkovskis                  | Polsat Plus Arena Gdańsk, Gdańsk Widzów: 5424 Sędzia: Paweł Raczkowski (Warszawa) |

| 313 września 2020 | Górnik Zabrze                             | 3:0   | Lechia Gdańsk |                                                                                       |
| 17:30             | Jiménez 34' (k) · Nowak 60' · Ściślak 81' | (1:0) |               | Stadion im. Ernesta Pohla, Zabrze Widzów: 10 270 Sędzia: Daniel Stefański (Bydgoszcz) |
| 17:30             | Koj 53' · Procházka 57'                   | (1:0) | 88' Sopoćko   | Stadion im. Ernesta Pohla, Zabrze Widzów: 10 270 Sędzia: Daniel Stefański (Bydgoszcz) |

| 419 września 2020 | Lechia Gdańsk                                  | 4:2   | Stal Mielec             |                                                                                  |
| 15:00             | Paixão 4' 73' (k) · Conrado 45+2' · Nalepa 88' | (2:2) | 23' Getinger · 45' Mak  | Polsat Plus Arena Gdańsk, Gdańsk Widzów: 4507 Sędzia: Bartosz Frankowski (Toruń) |
| 15:00             | Saief 46' · Nalepa 60' · Conrado 79'           | (2:2) | 49' Getinger · 69' Flis | Polsat Plus Arena Gdańsk, Gdańsk Widzów: 4507 Sędzia: Bartosz Frankowski (Toruń) |

| 526 września 2020 | Lechia Gdańsk                                       | 4:0   | Podbeskidzie Bielsko-Biała                |                                                                                     |
| 17:30             | Komor 13' (sam.) · Paixão 30' 42' · Zwoliński 90+4' | (3:0) |                                           | Polsat Plus Arena Gdańsk, Gdańsk Widzów: 4877 Sędzia: Tomasz Kwiatkowski (Warszawa) |
| 17:30             | Makowski 20' · Kubicki 62'                          | (3:0) | 34' Roginić · 61' Biliński · 81' Modelski | Polsat Plus Arena Gdańsk, Gdańsk Widzów: 4877 Sędzia: Tomasz Kwiatkowski (Warszawa) |

| 628 października 2020 | Wisła Kraków                                    | 1:3   | Lechia Gdańsk                                   | |
| 18:00                 | Carlos 30'                                      | (1:1) | 35' Nalepa · 54' (sam.) Sadlok · 69' (k) Paixão | Stadion Miejski im. Henryka Reymana, Kraków Widzów: bez udziału publiczności Sędzia: Tomasz Kwiatkowski (Warszawa) |
| 18:00                 | Szot 17' · Chuca 61' · Sadlok 67' · Burliga 74' | (1:1) | 18' Kubicki                                     | Stadion Miejski im. Henryka Reymana, Kraków Widzów: bez udziału publiczności Sędzia: Tomasz Kwiatkowski (Warszawa) |

| 719 października 2020 | Lechia Gdańsk                          | 0:1   | Pogoń Szczecin                        | |
| 20:30                 |                                        | (0:1) | 23' Gorgon                            | Polsat Plus Arena Gdańsk, Gdańsk Widzów: bez udziału publiczności Sędzia: Szymon Marciniak (Płock) |
| 20:30                 | Kopacz 55' · Makowski 72' · Nalepa 75' | (0:1) | 65' Dąbrowski · 78' Mata · 90+5' Stec | Polsat Plus Arena Gdańsk, Gdańsk Widzów: bez udziału publiczności Sędzia: Szymon Marciniak (Płock) |

| 823 października 2020 | Zagłębie Lubin            | 1:1   | Lechia Gdańsk  |                                                                                              |
| 20:30                 | Guldan 3'                 | (1:0) | 72' (k) Paixão | Stadion Zagłębia Lubin, Lubin Widzów: bez udziału publiczności Sędzia: Wojciech Myć (Lublin) |
| 20:30                 | Šimić 13' · Żubrowski 65' | (1:0) | 90+5' Kuciak   | Stadion Zagłębia Lubin, Lubin Widzów: bez udziału publiczności Sędzia: Wojciech Myć (Lublin) |

| 920 listopada 2020 | Lechia Gdańsk                            | 3:2   | Śląsk Wrocław            | |
| 18:00              | Conrado 56' · Paixão 66' · Zwoliński 82' | (0:1) | 20' Pich · 79' Pawłowski | Polsat Plus Arena Gdańsk, Gdańsk Widzów: bez udziału publiczności Sędzia: Krzysztof Jakubik (Siedlce) |
| 18:00              | Kopacz 19' · Saief 37' · Nalepa 78'      | (0:1) | 63' Celeban              | Polsat Plus Arena Gdańsk, Gdańsk Widzów: bez udziału publiczności Sędzia: Krzysztof Jakubik (Siedlce) |

| 1023 listopada 2020 | Piast Gliwice                     | 2:0   | Lechia Gdańsk                               |                                                                                                 |
| 18:00               | Świerczok 3' (k) · Czerwiński 32' | (2:0) |                                             | Stadion Miejski, Gliwice Widzów: bez udziału publiczności Sędzia: Tomasz Kwiatkowski (Warszawa) |
| 18:00               | Czerwiński 43' · Chrapek 68'      | (2:0) | 41' Haydary · 72' Alomerović · 79' Żukowski | Stadion Miejski, Gliwice Widzów: bez udziału publiczności Sędzia: Tomasz Kwiatkowski (Warszawa) |

| 1130 listopada 2020 | Lechia Gdańsk   | 0:1   | Lech Poznań   | |
| 18:00               |                 | (0:0) | 84' (k) Ishak | Polsat Plus Arena Gdańsk, Gdańsk Widzów: bez udziału publiczności Sędzia: Łukasz Szczech (Warszawa) |
| 18:00               | Nalepa 34', 82' | (0:0) | 64' Tiba      | Polsat Plus Arena Gdańsk, Gdańsk Widzów: bez udziału publiczności Sędzia: Łukasz Szczech (Warszawa) |

| 125 grudnia 2020 | Legia Warszawa                                     | 2:0   | Lechia Gdańsk                                                      | |
| 20:00            | Pekhart 61' · Lopes 90+5'                          | (0:0) |                                                                    | Stadion Miejski Legii Warszawa im. Marszałka Józefa Piłsudskiego, Warszawa Widzów: bez udziału publiczności Sędzia: Paweł Gil (Lublin) |
| 20:00            | Lewczuk 24', 90+6' · Jędrzejczyk 55' · Martins 88' | (0:0) | 31' Kubicki · 85' Zwoliński · 90+1' Makowski · 90+6', 90+6' Nalepa | Stadion Miejski Legii Warszawa im. Marszałka Józefa Piłsudskiego, Warszawa Widzów: bez udziału publiczności Sędzia: Paweł Gil (Lublin) |

| 1314 grudnia 2020 | Lechia Gdańsk                       | 0:1   | Wisła Płock | |
| 18:00             |                                     | (0:0) | 65' Lagator | Polsat Plus Arena Gdańsk, Gdańsk Widzów: bez udziału publiczności Sędzia: Damian Sylwestrzak (Wrocław) |
| 18:00             | Saief 71' · Pietrzak 83' · Arak 86' | (0:0) | 66' Tomasik | Polsat Plus Arena Gdańsk, Gdańsk Widzów: bez udziału publiczności Sędzia: Damian Sylwestrzak (Wrocław) |

| 1419 grudnia 2020 | Cracovia                             | 0:3   | Lechia Gdańsk                                                      | |
| 17:30             |                                      | (0:1) | 14' Pietrzak · 81' Gajos · 90+4' Mihalík                           | Stadion Cracovii im. Józefa Piłsudskiego, Kraków Widzów: bez udziału publiczności Sędzia: Krzysztof Jakubik (Siedlce) |
| 17:30             | Gardawski 75', 80' · Szymonowicz 78' | (0:1) | 38' Paixão · 38' Kubicki · 55' Fila · 63' Haydary · 89' Kałuziński | Stadion Cracovii im. Józefa Piłsudskiego, Kraków Widzów: bez udziału publiczności Sędzia: Krzysztof Jakubik (Siedlce) |

| 1530 stycznia 2021 | Lechia Gdańsk                                                           | 0:2   | Jagiellonia Białystok     | |
| 17:30              |                                                                         | (0:1) | 3' Imaz · 84' Puljić      | Polsat Plus Arena Gdańsk, Gdańsk Widzów: bez udziału publiczności Sędzia: Bartosz Frankowski (Toruń) |
| 17:30              | Fila 12' · Paixão 29' · Kałuziński 36', 36' · Tobers 76' · Nalepa 90+1' | (0:1) | 23' Puljić · 77' Augustyn | Polsat Plus Arena Gdańsk, Gdańsk Widzów: bez udziału publiczności Sędzia: Bartosz Frankowski (Toruń) |

| 165 lutego 2021 | Lechia Gdańsk             | 1:1   | Warta Poznań | |
| 18:00           | Nalepa 33'                | (1:0) | 72' Rybicki  | Polsat Plus Arena Gdańsk, Gdańsk Widzów: bez udziału publiczności Sędzia: Szymon Marciniak (Płock) |
| 18:00           | Nalepa 66' · Kopacz 90+3' | (1:0) | 48' Kuzimski | Polsat Plus Arena Gdańsk, Gdańsk Widzów: bez udziału publiczności Sędzia: Szymon Marciniak (Płock) |

| 1713 lutego 2021 | Raków Częstochowa                                    | 0:1   | Lechia Gdańsk                           |                                                                                              |
| 20:00            |                                                      | (0:1) | 2' Kubicki                              | GIEKSA Arena, Bełchatów Widzów: bez udziału publiczności Sędzia: Paweł Raczkowski (Warszawa) |
| 20:00            | López 28' · Poletanović 52' · Tijanić 59' · Jach 88' | (0:1) | 45+1' Ceesay · 52' Nalepa · 54' Kubicki | GIEKSA Arena, Bełchatów Widzów: bez udziału publiczności Sędzia: Paweł Raczkowski (Warszawa) |

| 1820 lutego 2021 | Lechia Gdańsk          | 2:0   | Górnik Zabrze | |
| 20:00            | Gajos 24' · Paixão 41' | (2:0) |               | Polsat Plus Arena Gdańsk, Gdańsk Widzów: bez udziału publiczności Sędzia: Damian Sylwestrzak (Wrocław) |
| 20:00            | Saief 38' · Kopacz 63' | (2:0) |               | Polsat Plus Arena Gdańsk, Gdańsk Widzów: bez udziału publiczności Sędzia: Damian Sylwestrzak (Wrocław) |

| 1927 lutego 2021 | Stal Mielec    | 0:1   | Lechia Gdańsk         | |
| 15:00            |                | (0:1) | 45' Zwoliński         | Stadion Miejskiego Ośrodka Sportu i Rekreacji w Mielcu, Mielec Widzów: bez udziału publiczności Sędzia: Łukasz Szczech (Warszawa) |
| 15:00            | Domański 90+5' | (0:1) | 76' Tobers · 85' Fila | Stadion Miejskiego Ośrodka Sportu i Rekreacji w Mielcu, Mielec Widzów: bez udziału publiczności Sędzia: Łukasz Szczech (Warszawa) |

| 206 marca 2021 | Podbeskidzie Bielsko-Biała    | 2:2   | Lechia Gdańsk              |                                                                                                  |
| 15:00          | Rundić 31' (k) · Biliński 88' | (1:1) | 44' Conrado · 85' Kopacz   | Stadion Miejski, Bielsko-Biała Widzów: bez udziału publiczności Sędzia: Zbigniew Dobrynin (Łódź) |
| 15:00          | Jakub Bieroński 41'           | (1:1) | 51' Tobers · 90+3' Haydary | Stadion Miejski, Bielsko-Biała Widzów: bez udziału publiczności Sędzia: Zbigniew Dobrynin (Łódź) |

| 2113 marca 2021 | Lechia Gdańsk                   | 2:0   | Wisła Kraków                            | |
| 17:30           | Paixão 64' (k) · Udovičić 90+3' | (0:0) |                                         | Polsat Plus Arena Gdańsk, Gdańsk Widzów: bez udziału publiczności Sędzia: Jarosław Przybył (Kluczbork) |
| 17:30           | Pietrzak 16'                    | (0:0) | 33' Carlos · 48' Frydrych · 63' Mawutor | Polsat Plus Arena Gdańsk, Gdańsk Widzów: bez udziału publiczności Sędzia: Jarosław Przybył (Kluczbork) |

| 2219 marca 2021 | Pogoń Szczecin | 1:0   | Lechia Gdańsk                                       | |
| 20:30           | Kucharczyk 69' | (0:0) |                                                     | Stadion Miejski im. Floriana Krygiera, Szczecin Widzów: bez udziału publiczności Sędzia: Tomasz Kwiatkowski (Warszawa) |
| 20:30           | Stipica 80'    | (0:0) | 75' Saief · 80' Gajos · 81' Kubicki · 84' Zwoliński | Stadion Miejski im. Floriana Krygiera, Szczecin Widzów: bez udziału publiczności Sędzia: Tomasz Kwiatkowski (Warszawa) |

| 235 kwietnia 2021 | Lechia Gdańsk                            | 3:1   | Zagłębie Lubin                              | |
| 20:00             | Zwoliński 6' · Maloča 22' · Udovičić 64' | (2:1) | 45+1' Szysz                                 | Polsat Plus Arena Gdańsk, Gdańsk Widzów: bez udziału publiczności Sędzia: Krzysztof Jakubik (Siedlce) |
| 20:00             | Biegański 54' · Udovičić 65'             | (2:1) | 37' Oko · 46' Balić · 87' Dražić · 88' Kruk | Polsat Plus Arena Gdańsk, Gdańsk Widzów: bez udziału publiczności Sędzia: Krzysztof Jakubik (Siedlce) |

| 2410 kwietnia 2021 | Śląsk Wrocław          | 1:1   | Lechia Gdańsk             |                                                                                       |
| 20:00              | Expósito 7'            | (1:1) | 34' Makowski              | Stadion Wrocław, Wrocław Widzów: bez udziału publiczności Sędzia: Piotr Lasyk (Bytom) |
| 20:00              | Tamás 68' · Bejger 69' | (1:1) | 22' Conrado · 90+4' Saief | Stadion Wrocław, Wrocław Widzów: bez udziału publiczności Sędzia: Piotr Lasyk (Bytom) |

| 2517 kwietnia 2021 | Lechia Gdańsk                    | 2:2   | Piast Gliwice                | |
| 15:00              | Zwoliński 87' · Paixão 90+5' (k) | (0:1) | 29' Steczyk · 48' Sokołowski | Polsat Plus Arena Gdańsk, Gdańsk Widzów: bez udziału publiczności Sędzia: Bartosz Frankowski (Toruń) |
| 15:00              | Kopacz 72' · Kubicki 83'         | (0:1) | 73' Lipski                   | Polsat Plus Arena Gdańsk, Gdańsk Widzów: bez udziału publiczności Sędzia: Bartosz Frankowski (Toruń) |

| 2620 kwietnia 2021 | Lech Poznań                              | 3:0   | Lechia Gdańsk                         |                                                                                     |
| 20:30              | Skóraś 52' · Ishak 57' (k) · Ramírez 65' | (0:0) |                                       | Stadion Miejski, Poznań Widzów: bez udziału publiczności Sędzia: Paweł Gil (Lublin) |
| 20:30              | Puchacz 77' · Skóraś 79'                 | (0:0) | 15' Ceesay · 34' Paixão · 81' Conrado | Stadion Miejski, Poznań Widzów: bez udziału publiczności Sędzia: Paweł Gil (Lublin) |

| 2725 kwietnia 2021 | Lechia Gdańsk                                 | 0:1   | Legia Warszawa             | |
| 17:30              |                                               | (0:0) | 71' (k) Pekhart            | Polsat Plus Arena Gdańsk, Gdańsk Widzów: bez udziału publiczności Sędzia: Jarosław Przybył (Kluczbork) |
| 17:30              | Biegański 28' · Maloča 70' · Alomerović 90+5' | (0:0) | 44' Hołownia · 52' Pekhart | Polsat Plus Arena Gdańsk, Gdańsk Widzów: bez udziału publiczności Sędzia: Jarosław Przybył (Kluczbork) |

| 2830 kwietnia 2021 | Wisła Płock             | 1:3   | Lechia Gdańsk                             | |
| 18:00              | Kocyła 74'              | (0:1) | 6' (k) Paixão · 81' Kopacz · 90+5' Ceesay | Stadion im. Kazimierza Górskiego, Płock Widzów: bez udziału publiczności Sędzia: Łukasz Szczech (Warszawa) |
| 18:00              | García 34' · Wolski 59' | (0:1) | 37' Tobers · 50' Saief                    | Stadion im. Kazimierza Górskiego, Płock Widzów: bez udziału publiczności Sędzia: Łukasz Szczech (Warszawa) |

| 298 maja 2021 | Lechia Gdańsk                                       | 1:1   | Cracovia                       | |
| 17:30         | Paixão 69'                                          | (0:1) | 25' Râpă                       | Polsat Plus Arena Gdańsk, Gdańsk Widzów: bez udziału publiczności Sędzia: Paweł Raczkowski (Warszawa) |
| 17:30         | Kubicki 27' · Saief 28' · Conrado 28' · Haydary 79' | (0:1) | 43' Sipľak · 90+4' Szymonowicz | Polsat Plus Arena Gdańsk, Gdańsk Widzów: bez udziału publiczności Sędzia: Paweł Raczkowski (Warszawa) |

| 3016 maja 2021 | Jagiellonia Białystok                                                     | 2:1   | Lechia Gdańsk                                         |                                                                             |
| 17:30          | Puljić 9' (k) · Přikryl 78'                                               | (1:0) | 61' Fila                                              | Stadion Miejski, Białystok Widzów: 4572 Sędzia: Krzysztof Jakubik (Siedlce) |
| 17:30          | Bida 11' · Puljić 37' · Mystkowski 68' · Makuszewski 81' · Kwiecień 90+7' | (1:0) | 21' Maloča · 58' Ceesay · 90+7' Paixão · 90+7' Tobers | Stadion Miejski, Białystok Widzów: 4572 Sędzia: Krzysztof Jakubik (Siedlce) |

### Puchar Polski

#### 1/32 finału
| Drużyna 1         | Wynik            | Drużyna 2        |
| 19 sierpnia 2020  | 19 sierpnia 2020 | 19 sierpnia 2020 |
| ----------------- | ---------------- | ---------------- |
| Stal Stalowa Wola | 0:4              | Lechia Gdańsk    |

#### 1/16 finału
| Drużyna 1         | Wynik             | Drużyna 2         |
| 17 listopada 2020 | 17 listopada 2020 | 17 listopada 2020 |
| ----------------- | ----------------- | ----------------- |
| Olimpia Grudziądz | 0:1               | Lechia Gdańsk     |

#### 1/8 finału
| Drużyna 1           | Wynik         | Drużyna 2     |
| 9 lutego 2021       | 9 lutego 2021 | 9 lutego 2021 |
| ------------------- | ------------- | ------------- |
| Puszcza Niepołomice | 3:1           | Lechia Gdańsk |